# Rio Samara
Ponte sobre o rio Samara
O rio Samara (em russo:  Сама́ра) é um rio afluente do rio Volga pela margem esquerda. Era a fronteira meridional das terras dos bashkires, e além deste rio, para oriente, encontrava-se a Horda Nogai, que seria substituída pelos calmucos cerca de 1630.

## Geografia
O rio Samara percorre os oblasts de Samara e Oremburgo. Tem um comprimento de 594 km e a sua bacia hidrográfica tem uma área de cerca de 46 500 km². O seu caudal médio é de 47,2 m³/s, medidos a 236 km da confluência com o Volga.
O Samara nasce a sudoeste da cordilheira dos montes Urais, a noroeste de Oremburgo, no Obshchi Syrt. Primeiro toma a direção sul, mas após poucos quilómetros toma a direção oeste, que é a predominante no seu curso. Desagua no rio Volga, na albufeira de Saratov, na parte sul da cidade de Samara.
O rio tem um regime principalmente nival, ou seja, dependente do degelo do fim de inverno. A sua época de subida das águas é abril e maio, já que se mantém sob o gelo entre novembro-dezembro e abril. É navegável nos seus últimos 41 km.
O rio passa junto das cidades de Buzuluk e Samara.

## Ligações externas

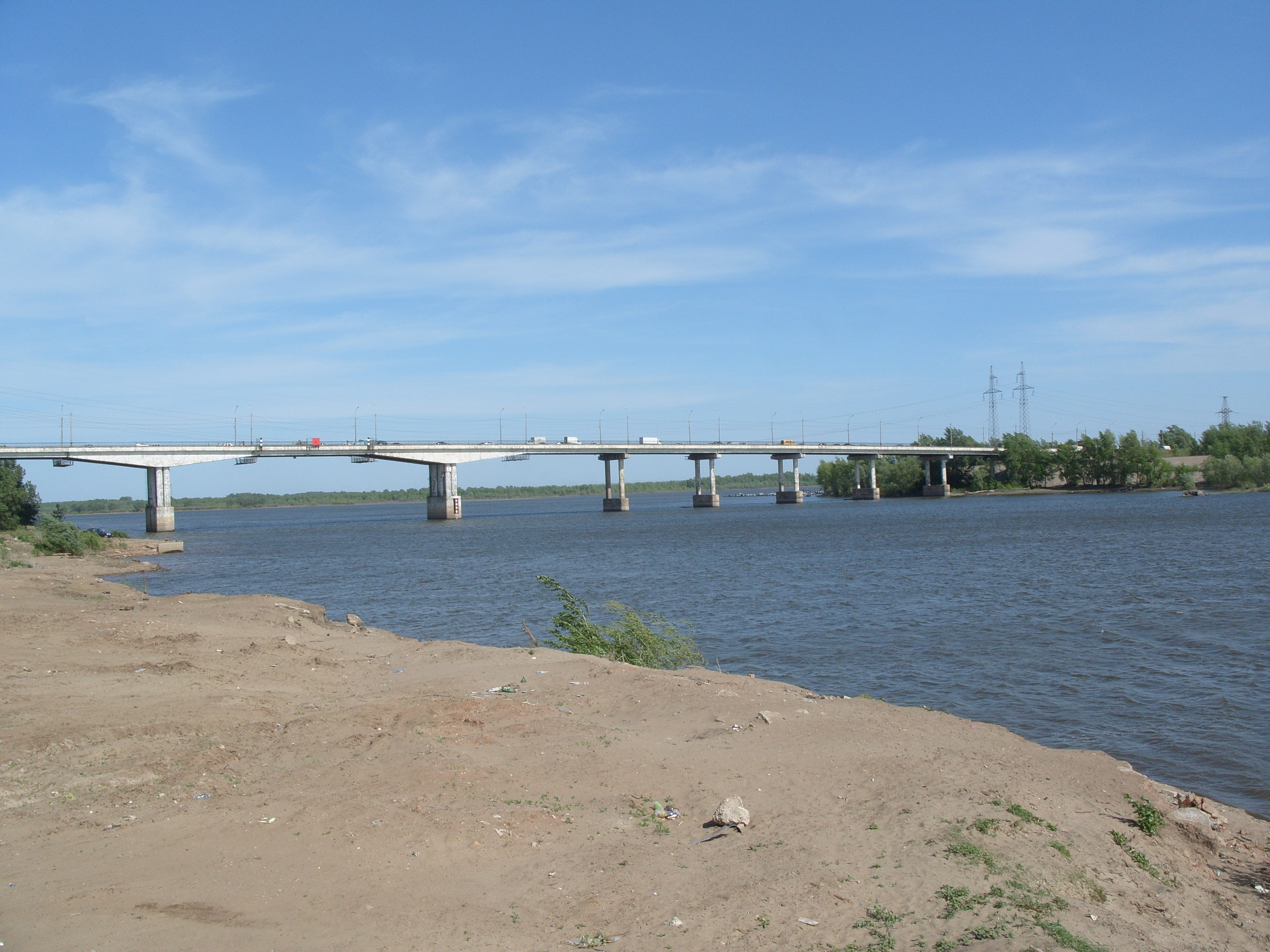
O rio Samara na cidade de Samara

### Principais afluentes
- Bolshoi Uran
- Mali Uran
- Tok
- Buzuluk
- Borovka
- Bolshoi Kinel